# Marquesado de la Peñuela
El Marquesado de la Peñuela es un título nobiliario español concedido por Real Despacho de 7 de diciembre de 1692, con el vizcondado previo de Espartinas, por el rey Carlos II, a favor de Gonzalo Chacón de Medina y Salazar, caballero de la orden de Calatrava, almirante de la Armada y general de galeones, miembro del Consejo de Guerra y de la Junta de Armada.
La Peñuela, Espartinas y Macharnudo son tres cortijos situados en el término municipal de Jerez de la Frontera. En 1620 aparecen documentados como bienes pertenecientes al monasterio cartujo de Nuestra Señora de la Defensión. En algún momento posterior a ello debieron pasar a manos de la familia jerezana Medina, la cual conservó la propiedad de al menos Macharnudo hasta la segunda mitad del siglo XIX. La denominación del marquesado de la Peñuela y del vizcondado previo de Espartinas, concedidos en 1692 a favor de Gonzalo Chacón, esposo de Francisca de Medina y Salazar (de la que adoptó sus apellidos por disposición del mayorazgo heredado por ésta), hacen referencia a estos dos cortijos jerezanos.
El II Marqués de la Peñuela, José Chacón de Medina y Salazar, fue gobernador de Nuevo México de 1707 a 1712. 

## Marqueses de la Peñuela
|                                 | Titular                                           | Periodo                |
| Creación por Carlos II          | Creación por Carlos II                            | Creación por Carlos II |
| ------------------------------- | ------------------------------------------------- | ---------------------- |
| I                               | Gonzalo Chacón de Medina y Salazar                | 1692-                  |
| II                              | José Chacón de Medina y Salazar                   |                        |
| III                             | Luis Ignacio Chacón de Medina y Torres de Navarra | ? -1766                |
| Rehabilitación por Alfonso XIII |                                                   |                        |
| IV                              | Manuel de Medina y Carvajal                       | 1915-                  |
| V                               | Alfonso de Medina y Rojas                         |                        |
| VI                              | Manuel de Medina y Echevarría                     | 1994-actual titular    |

## Historia de los Marqueses de la Peñuela
- Gonzalo Chacón de Medina y Salazar, I marqués de la Peñuela. Sin descendientes. Le sucedió su hermano:

- José Chacón de Medina y Salazar (n. en 1668), II marqués de la Peñuela.

1. Casó con Antonia Torres de Navarra y Monsalve, hija de Luis Torres de Navarra y Monsalve I marqués de Campo Verde. Le sucedió su hijo:

- Luis Ignacio Chacón de Medina y Torres de Navarra (1698-1766), III marqués de la Peñuela. Canónigo de la Catedral de Sevilla. Sin descendientes.

Rehabilitado en 1915 por:
- Manuel de Medina y Carvajal (n. en 1900), IV marqués de la Peñuela, V marqués de Esquivel, hijo de Manuel de Medina y Garvey IX conde de Mejorada y IV marqués de Esquivel y de su esposa María del Pilar de Carvajal y Hurtado de Mendoza..

1. Casó con Narcisa de Rojas y Brieva VII marquesa de Alventos. En 1956 le sucedió su hijo:

- Alfonso de Medina y de Rojas, V marqués de la Peñuela, VI marqués de Esquivel, VIII marqués de Alventos.

1. Casó con Magdalena Sofía Echevarría y Arancibia. Le sucedió, en 1994, su hijo:

- Manuel de Medina y Echevarría, VI marqués de la Peñuela, VII marqués de Esquivel, VIII marqués de Alventos.

1. Casó con A. González Barba